# Anastasija Prihodko
Anastasija Kostjantinivna Prihodko (ukrajinsko Анастасія Костянтинівна Приходько, rusko Анастасия Константиновна Приходько, Anastasija Konstantinovna Prihodko), ukrajinska pevka, * 21. april 1987, Kijev, Sovjetska zveza (danes Ukrajina).
Leta 2009 je zmagala na ruskem izboru za pesem Evrovizije in je kot prva Ukrajinka predstavljala Rusijo na tem festivalu.

## Življenje
Rodila se je v Kijevu; njena mati je gledališka kritičrka in dela v Ministrstvu za kulturo Ukrajine.
Predhodno je nastopala in zmagala v ruskem šovu Star Factory-7.

### Evrovizija
Prvotno je vstopila v polfinale ukrajinskem izboru za Evrovizijo 2009, toda po polfinalu so jo izločili iz izbora zaradi predolge pesmi in predhodnega predvajanja. 
Prihodko in njena manadžerka Olena Mozgova (bivša žena Oleksandra Ponomareva, člana žirije) sta takoj obtožila NTU in žirijo, da uporabljajo slabe metode za izbor. Oba sta poslala tudi pismo predsedniku Ukrajine, Viktorju Juščenku; pismo so podpisali tudi umetniki Sofia Rotaru, Kostjantin Melaže, Mikola Mozgovij in Tina Karol. Zaradi tega so začasno preklicali finale.
Prihodkova je nato 7. marca nastopila na ruskem finalu, na katerem je zmagala s pesmijo Mamo («Мамо«; slovensko Mati!), ki je bila najboljša pesem tako po izboru občinstva kot žirije. Pesem je pela istočasno v ruščini in ukrajinščini.